# Нижний Ерман
Нижний Ерман (осет. Дæллаг Ерман, груз. ქვემო ერმანი — Квемо-Ермани) — село на востоке Дзауского района Южной Осетии на реке Эрманидон (бассейн Большой Лиахвы).
Относится к Едысской (Едисской) сельской администрации в РЮО.

## Население
В 1987 году в Квемо-Ермани проживало 20 человек. По переписи 2015 года численность населения села Нижний Ерман составила 21 житель.
Составляет селение Ерман, состоящее из трёх сёл. Восточнее села Нижний Ерман расположены соответственно сёла Средний Ерман (осет. Астæуккаг Ерман, груз. შუა ერმანი — Шуа-Ермани) и Верхний Ерман (осет. Уæллаг Ерман, груз. ზემო ერმანი — Земо-Ермани), перепись населения 2015 года в которых не зафиксировала постоянного населения.

## Топографические карты
- Лист карты K-38-53 пер. Крестовый. Масштаб: 1 : 100 000. Состояние местности на 1987 год. Издание 1989 г.